# Collegio plurinominale Sicilia 1 - 03
Il collegio elettorale plurinominale Sicilia 1 - 03 è stato un collegio elettorale plurinominale della Repubblica Italiana per l'elezione della Camera tra il 2017 ed il 2022.

## Territorio
Come previsto dalla legge elettorale italiana del 2017, il collegio era stato definito tramite decreto legislativo all'interno della circoscrizione Sicilia 1.
Il collegio comprendeva la zona definita dai tre collegi uninominali Sicilia 1 - 04 (Gela), Sicilia 1 - 07 (Agrigento) e Sicilia 1 - 09 (Mazara del Vallo).

## Dati elettorali

### XVIII legislatura
Come previsto dalla legge elettorale, 386 deputati erano eletti in 63 collegi plurinominali con ripartizione proporzionale a livello nazionale tra le coalizioni e le singole liste che avessero superato la soglia di sbarramento stabilita.
Nel collegio venivano eletti 10 deputati.
| Liste          | Liste                                | Proporzionale | Proporzionale | Proporzionale | Maggioritario | Maggioritario | Maggioritario |  |
| Liste          | Liste                                | Voti          | %             | Seggi         | Voti          | %             | Seggi         |  |
| -------------- | ------------------------------------ | ------------- | ------------- | ------------- | ------------- | ------------- | ------------- |  |
|                | Movimento 5 Stelle                   | 187 505       | 50,77         | 3             | 187 505       | 50,77         | 3             |  |
|                | Forza Italia                         | 69 848        | 18,91         | 1             | 116 384       | 31,51         | –             |  |
|                | Lega                                 | 21 028        | 5,69          | 1             | 116 384       | 31,51         | –             |  |
|                | Fratelli d'Italia                    | 14 442        | 3,91          | 1             | 116 384       | 31,51         | –             |  |
|                | Noi con l'Italia – UDC               | 11 066        | 3,00          | –             | 116 384       | 31,51         | –             |  |
|                | Partito Democratico                  | 36 560        | 9,90          | 1             | 44 615        | 12,08         | –             |  |
|                | Civica Popolare                      | 3 027         | 0,82          | –             | 44 615        | 12,08         | –             |  |
|                | +Europa                              | 2 783         | 0,75          | –             | 44 615        | 12,08         | –             |  |
|                | Italia Europa Insieme                | 2 245         | 0,61          | –             | 44 615        | 12,08         | –             |  |
|                | Liberi e Uguali                      | 9 616         | 2,60          | –             | 9 616         | 2,60          | –             |  |
|                | Il Popolo della Famiglia             | 4 514         | 1,22          | –             | 4 514         | 1,22          | –             |  |
|                | Potere al Popolo!                    | 2 683         | 0,73          | –             | 2 683         | 0,73          | –             |  |
|                | Italia agli Italiani (FN - MSFT)     | 1 897         | 0,51          | –             | 1 897         | 0,51          | –             |  |
|                | CasaPound                            | 1 465         | 0,40          | –             | 1 465         | 0,40          | –             |  |
|                | Lista del Popolo per la Costituzione | 669           | 0,18          | –             | 669           | 0,18          | –             |  |
| Totale         | Totale                               | 369 348       | 100           | 7             | 369 348       | 100           | 3             |  |
|                |                                      |               |               |               |               |               |               |  |
| Schede bianche | Schede bianche                       | 4 307         | 1,12          |               |               |               |               |  |
| Schede nulle   | Schede nulle                         | 9 627         | 2,51          |               |               |               |               |  |
| Votanti        | Votanti                              | 383 282       | 59,88         |               |               |               |               |  |
| Elettori       | Elettori                             | 640 091       |               |               |               |               |               |  |

## Eletti

### Eletti nei collegi uninominali
| Collegio uninominale | Eletto | Eletto            | Partito |
| -------------------- | ------ | ----------------- | ------- |
| 4. Gela              |        | Dedalo Pignatone  | M5S     |
| 7. Agrigento         |        | Michele Sodano    | M5S     |
| 9. Mazara del Vallo  |        | Vita Martinciglio | M5S     |

1. ↑  In data 19.02.2021 aderisce al gruppo misto, non iscritti.
2. ↑  In data 21.06.2022 aderisce al gruppo Insieme per il Futuro; in data 27.06.2022 torna nel gruppo Movimento 5 Stelle.

### Eletti nella quota proporzionale
| Movimento 5 Stelle                                          | Forza Italia     | Partito Democratico | Lega              | Fratelli d'Italia |
| ----------------------------------------------------------- | ---------------- | ------------------- | ----------------- | ----------------- |
|                                                             |                  |                     |                   |                   |
| Azzurra Cancelleri Filippo Giuseppe Perconti Rosalba Cimino | Giusi Bartolozzi | Daniela Cardinale   | Alessandro Pagano | Carolina Varchi   |

1. ↑  In data 27.07.2021 aderisce al gruppo misto, non iscritti.
2. ↑  In data 13.06.2019 aderisce al gruppo misto, non iscritti; in data 14.01.2021 alla componente «Centro Democratico».